# Homer versus důstojnost
Homer versus důstojnost (v anglickém originále Homer vs. Dignity) je 5. díl 12. řady (celkem 253.) amerického animovaného seriálu Simpsonovi. Scénář napsal Rob LaZebnik a díl režíroval Neil Affleck. V USA měl premiéru dne 26. listopadu 2000 na stanici Fox Broadcasting Company a v Česku byl poprvé vysílán 10. září 2002 na stanici ČT1.

## Děj
Simpsonovi pozvou Barta na večeři za to, že dostal svou první jedničku, a to v astronomickém kvízu. Homerova kreditní karta je odmítnuta a Simpsonovi jsou nuceni zpívat a bavit ostatní zákazníky, aby si vydělali na zaplacení. Při cestě domů si Bart a Líza všimnou, že v autě chybí zadní sedadla a podlaha. Homer jim vysvětlí, že je musel prodat kvůli penězům na benzín (a ty utratil za nový klakson do auta). 
Simpsonovi se od finanční poradkyně Lindsay Naegleové dozvědí, že mají finanční potíže. Homer se rozhodne požádat svého šéfa, pana Burnse, o zvýšení platu. Burns hledá, čím by se zabavil, zatímco jeho asistent Smithers je v Novém Mexiku a vystupuje v muzikálu Malibu Stacy, jejž napsal. Homer mu ukáže, jak se používá salátový bar v jídelně, a pak ho požádá o zvýšení platu. Na Burnse to neudělá dojem, ale nařídí Homerovi, aby po Lennym hodil pudink s tím, že za to dostane 4 dolary. Homer tak učiní, čímž Burnse pobaví. Ten se rozhodne, že z Homera udělá svou „opičku na pranky“. 
Burns platí Homerovi za to, aby plnil trapné nebo kruté úkoly, jako je snědení výtisku The Amazing Spider-Man #1 před Komiksákem a předstírání toho, že je dítětem, na veřejných toaletách. Ve springfieldské zoo nechá Homera obléknout si oblek pandy a vydávat se za novou samičku pandy jménem Sim-Sim. Ošetřovatelé zvířat Homera omráčí a samec pandy Ping-Ping ze zoo ho nepřímo znásilní. Když se Homer pokusí utéct, skončí v expozici skunků a je postříkán. 
Líza ho objeví a přesvědčí Homera, aby přestal být „opičkou“, protože jeho důstojnost je důležitější než peníze, a navrhne mu, aby všechny vydělané peníze věnoval potřebným dětem, a tak je Homer utratí za hračky obchodním domě v Costington's. Pan Costington, ohromený tímto projevem štědrosti, navrhne, aby se Homer převlékl za Santa Clause na průvodu Dne díkůvzdání a rozdal hračky dětem. Během průvodu se Burns snaží Homera přesvědčit, aby si z celého města vystřelil. Homer odmítne, i když mu Burns nabídne milion dolarů. Burns se místo toho obleče do kostýmu Santy sám a sám hází do davu kbelíky rybích vnitřností, což má za následek útok racků. Homer poděkuje Líze za to, že mu dodala důstojnost.

## Produkce
Epizodu napsal Rob LaZebnik a režíroval Neil Affleck, Homer versus důstojnost byla jeho poslední epizoda. Jedná se o první LaZebnikův plně napsaný scénář, přičemž prvním scénářem, na němž spolupracoval, byl Tátův duch ze Speciálního čarodějnického dílu 12. řady. Děj čerpá z britského filmu Kouzelný Kristián, jenž je sám adaptací stejnojmenného románu Terryho Southerna. Původně díl obsahoval vedlejší zápletku se Smithersovým muzikálem. V dílu se objevil žertík, kdy pan Burns vložil los do hrobu a všichni šli los kopat. V epizodě se objevuje postava jménem Rusty the Clown, což je odkaz na Rustyho Nailse.
Původně se měl objevit běžící gag, v němž Lenny neustále dostává rány náhodnými předměty. V původním scénáři bylo mnoho konců, v jednom z nich měl Homer házet do davu prasečí krev a o 50 let později ukázat Homera, jak říká skupině dětí, že to byl důvod, proč se Den díkůvzdání přejmenoval na Bloodsfest. Existoval také další konec s omáčkou, ale pak byl změněn na rybí vnitřnosti. Plná verze písně „Sold Separately“ byla později vydána na soundtrackovém albu The Simpsons: Testify. Díl byl zařazen na DVD The Simpsons Christmas 2 spolu s epizodami Cesta z maloměsta, Skinnerova zkouška sněhem a Patnácté Vánoce u Simpsonů.

## Přijetí
Epizoda se setkala s negativním hodnocením kritiků. Cindy Whiteová z IGN uvedla, že ačkoli je díl všeobecně kritizován, především kvůli scéně, v níž je Homer nepřímo znásilněn pandou v zoo, a záměrné recyklaci jiných premis z epizod Simpsonových (například finanční problémy Simpsonových, pan Burns najímá Homera jako svého asistenta místo Smitherse na dovolené, někdo se chováéjako  dítě, Homer se převléká za Santa Clause a Líza si dělá starosti, že někdo prodal svou duši), obsahuje vtipy a gagy, které to vynahrazují.
V září 2009 Colin Jacobson z DVD Movie Guide ohodnotil díl takto: „Špatné znamení číslo jedna: když je seriál svým plagiátem. K tomu zde dochází, když pan Burns prohlásí: ‚Je tu nové Mexiko?‘, což je hláška, která byla mnohem vtipnější už v páté sérii. Špatné znamení číslo dvě: scéna, ve které Homera znásilní panda. Pár vtípků poskytuje drobnou zábavu, ale celkově je to slabá epizoda.“ Podle Maca McEntireho z DVD Verdictu byl nejlepší moment dílu ten s Homerem a pandou. Mike Scully se domnívá, že negativní přijetí epizody bylo způsobeno tím, že kritici a diváci neznali Kouzelného křesťana.
V lednu 2012 Johnny Dee z deníku The Guardian napsal, že mnoho fanoušků považuje scénu znásilnění pandou za „dno v historii seriálu“, a navrhl, aby slovní spojení „znásilněn pandou“ nahradilo „přeskočil žraloka“ a naznačovalo, že kvalita populárního seriálu poklesla a není možné se z toho vzpamatovat.